# Lotta greco-romana ai Giochi della XVI Olimpiade - Pesi gallo
La competizione della categoria pesi gallo (fino a 57 kg) di lotta greco-romana dei Giochi della XVI Olimpiade si è svolta dal 3 al 6 dicembre 1956 al Royal Exhibition Building di Melbourne

## Formato
Ad ogni incontro venivano assegnate le seguenti penalità:
- 0 = Al vincitore per schienata
- 1 = Al vincitore per decisione (verdetto di tre giudici)
- 2 = Allo sconfitto per decisione (1:2)
- 3 = Allo sconfitto per decisione (0:3) o schienata

Con cinque penalità o più il lottatore veniva eliminato.
I tre lottatori rimasti disputavano un torneo finale con i risultati acquisiti nel precedenti turni.

## Risultati
| Legenda                                  | Legenda |
| ---------------------------------------- | ------- |
| Lottatore con 5 penalità o più Eliminato |         |

### 1º Turno
Si è disputato il 3 dicembre.
| Vincitore        | Pen. | Risultato | Sconfitto           | Pen. |
| ---------------- | ---- | --------- | ------------------- | ---- |
| Imre Hódos       | 1    | 3:0       | Reijo Nykänen       | 3    |
| Adolfo Díaz      | 0    | Schienata | Ronald Sweeney      | 3    |
| Francisc Horvath | 1    | 2:1       | Konstantin Vyrupaev | 2    |
| Yaşar Yılmaz     | 1    | 3:0       | Omer Vercouteren    | 3    |
| Dinko Petrov     | 1    | 2:1       | Edvin Vesterby      | 2    |
| Fred Kämmerer    | 1    | 2:1       | Franz Brunner       | 2    |
| Kent Townley     | 0    | Esentato  |                     |      |

### 2º Turno
Si è disputato il 4 dicembre.
| Vincitore           | Pen. | Risultato | Sconfitto        | Pen. |
| ------------------- | ---- | --------- | ---------------- | ---- |
| Imre Hódos          | 2    | 3:0       | Kent Townley     | 3    |
| Reijo Nykänen       | 4    | 2:1       | Adolfo Díaz      | 2    |
| Francisc Horvath    | 2    | 3:0       | Ronald Sweeney   | 6    |
| Konstantin Vyrupaev | 3    | 3:0       | Yaşar Yılmaz     | 4    |
| Dinko Petrov        | 2    | 3:0       | Omer Vercouteren | 6    |
| Edvin Vesterby      | 3    | 3:0       | Franz Brunner    | 5    |
| Fred Kämmerer       | 1    | Esentato  |                  |      |

### 3º Turno
Si è disputato il 5 dicembre. 
| Vincitore           | Pen. | Risultato  | Sconfitto     | Pen. |
| ------------------- | ---- | ---------- | ------------- | ---- |
| Fred Kämmerer       | 2    | 3:0        | Kent Townley  | 6    |
| Imre Hódos          | 2    | Schienata  | Adolfo Díaz   | 5    |
| Francisc Horvath    | 3    | 2:1        | Reijo Nykänen | 6    |
| Konstantin Vyrupaev | 3    | Schienata  | Dinko Petrov  | 5    |
| Edvin Vesterby      | 3    | Per ritiro | Yaşar Yılmaz  | 7    |

### 4º Turno
Si è disputato il 6 dicembre. 
| Vincitore           | Pen. | Risultato | Sconfitto     | Pen. |
| ------------------- | ---- | --------- | ------------- | ---- |
| Francisc Horvath    | 4    | 3:0       | Fred Kämmerer | 5    |
| Konstantin Vyrupaev | 4    | 3:0       | Imre Hódos    | 5    |
| Edvin Vesterby      | 3    | Esentato  |               |      |

### Turno finale
Si è disputato il  6 dicembre.
| Vincitore           | Pen. | Risultato | Sconfitto           | Pen. |
| ------------------- | ---- | --------- | ------------------- | ---- |
| Francisc Horvath    |      | 2:1       | Konstantin Vyrupaev |      |
| Edvin Vesterby      |      | 2:1       | Francisc Horvath    |      |
| Konstantin Vyrupaev |      | 3:0       | Edvin Vesterby      |      |

1. ↑  Disputato nel 1º turno

## Classifica finale
| Pos.    | Atleta              | Nazione          | V.S. |
| ------- | ------------------- | ---------------- | ---- |
| Oro     | Konstantin Vyrupaev | Unione Sovietica | 1:1  |
| Argento | Edvin Vesterby      | Svezia           | 1:1  |
| Bronzo  | Francisc Horvath    | Romania          | 1:1  |
| 4       | Imre Hódos          | Ungheria         |      |
| 5       | Fred Kämmerer       | Germania         |      |
| 6       | Dinko Petrov        | Bulgaria         |      |
| 7       | Adolfo Díaz         | Argentina        |      |
| 8       | Reijo Nykänen       | Finlandia        |      |
| 8       | Kent Townley        | Stati Uniti      |      |
| 10      | Yaşar Yılmaz        | Turchia          |      |
| 10      | Franz Brunner       | Austria          |      |
| 12      | Ronald Sweeney      | Australia        |      |
| 12      | Omer Vercouteren    | Belgio           |      |